# 미쓰즈카 히로시

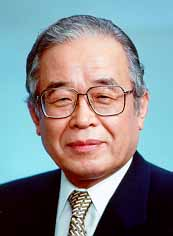

미쓰즈카 히로시(일본어: 三塚 博, みつづか ひろし, 1927년 8월 1일 ~ 2004년 4월 25일)는 일본의 정치인이다. 중의원 의원, 대장대신, 외무대신을 역임하였으며, 정3위 욱일대수장(正三位旭日大綬章)을 받았다.

## 인물
1927년 미야기현에서 태어나 1951년에 와세다 대학 법학부를 졸업했고, 대학 졸업 후 두 명의 중의원 의원 비서를 거쳐 1963년에 미야기 현 의회 의원에 처음으로 당선되었다. 1970년에는 자유민주당 미야기 현련(宮城県連)의 일방적인 요청에 의해 센다이시장 선거에 입후보해 낙선했지만, 1972년 제33회 중의원 의원 총선거에서 자유민주당 소속으로 입후보해 첫 당선되었고, 이후 연속으로 10번 당선되었다.
후쿠다 다케오 파벌에 속했으며, 이 파벌 내에는 뒤에 내각총리대신이 되는 모리 요시로와 고이즈미 준이치로가 있었다. 나카가와 이치로의 신용을 얻고 후쿠다 의원이면서도 1979년에 설립된 나카가와 파벌의 간사장을 맡았다. 1985년에는 나카소네 야스히로 내각에서 운수 대신으로 첫 입각하였고, 국철 분할 민영화, 재정 구조 개혁 노선을 추진하였다. 이듬해인 1986년, 아베 신타로가 후쿠다 파벌을 계승하면서 파벌 내의 사무총장이 되었다. 가토 무쓰키, 시오카와 마사주로, 모리 요시로와 함께 아베 파벌의 실력자로 성장하던 중 리크루트 사건으로 파벌 내의 라이벌인 가토와 모리가 타격을 입었으나, 사건에 관여돼 있지 않았던 그는 통상산업대신, 외무대신, 자유민주당 정조회장을 계속해서 역임하였다.
1991년, 아베 신타로가 사망하면서 아베파를 계승하였고, 미쓰즈카 파벌을 이끌며 자유민주당 총재 선거에 출마하였다. 그 후에는 당 간사장, 제2차 하시모토 내각의 대장대신을 맡는 등 총리 총재 후보로서 경력을 쌓았으나 대장대신을 맡은 시기에 연이은 은행 파산과 부패 사건의 책임을 지고 사임하였다. 이후 모리 요시로에게 파벌을 양보하고 정계 일선에서 물러났고, 2003년에 정계에서 은퇴하였다.
2004년에는 폐렴으로 78세의 나이로 사망하였다.

## 역대 선거 기록
|  | 13.7% |

|  | 11.1% |

|  | 12.9% |

|  | 14.3% |

|  | 15.7% |

|  | 20.83% |

|  | 15.81% |

|  | 16.63% |

|  | 53.14% |

|  | 51.99% |

| 전임 야마시타 도쿠오 | 제57대 운수대신 1985년 12월 28일~1986년 7월 22일 | 후임 하시모토 류타로 |

| 전임 다무라 하지메 | 제48대 통상산업대신 1988년 12월 27일~1989년 6월 3일 | 후임 가지야마 세이로쿠 |

| 전임 우노 소스케 | 제111대 외무대신 1989년 6월 3일~1989년 8월 10일 | 후임 나카야마 다로 |

| 전임 구보 와타루 | 제102대 대장대신 1996년 11월 7일~1998년 1월 28일 | 후임 하시모토 류타로 |